# Gerald Legge, 9.º Conde de Dartmouth
Gerald Humphry Legge, 9.º Conde de Dartmouth (26 de abril de 1924 — 14 de dezembro de 1997) foi um nobre e empresário britânico.

## Biografia
Gerald era o único filho de Humphry Legge, 8.º Conde de Dartmouth. Foi educado em Eton College e, ao deixá-la em 1942, serviu como capitão do regimento Coldstream Guards até o fim da Segunda Guerra Mundial.
Em 1 de julho de 1948, casou-se com Raine MacCorquodale, única filha da escritora romancista Barbara Cartland e de seu primeiro marido, o militar Alexander MacCorquodale. Eles tiveram quatro filhos:
- William, Visconde Lewisham (1949);
- Hon. Rupert Legge (1951);
- Lady Charlotte (1963);
- Hon. Henry Legge (1968).

Em 1962, Gerald Legge, então titulado como Visconde Lewisham, herdou os títulos de seu pai e tornou-se o 9.º Conde de Dartmouth. Ele e sua esposa Raine se divorciaram algum momento antes de 1976. Raine, Condessa de Dartmouth casou-se depois com Edward John Spencer, o 8.º Conde Spencer, e tornou-se madrasta de seus filhos; dentre eles, Diana, Princesa de Gales. Gerald casou-se, em 1980, com Gwendoline May. Eles não tiveram filhos.
Lorde Dartmouth foi diretor da companhia de agricultura Rea Bros (baseada em Ashcombe House) de 1958 até 1989; presidente da Sociedade Real de Coral de 1970 até 1992; e presidente da Sociedade Anglo-Brasileira de 1975 até 1994.
Ele morreu em 1997, aos setenta e três anos, e seu título foi passado para seu filho mais velho, William.